# Hyphantria cunea
Дудовац (лат. Hyphantria cunea) је врста ноћног лептира (мољца) из породице Erebidae.

## Распрострањење и станиште
Дудовац је врста нативна за Северну Америку, али током 20. века пренет у Европу и Азију, те се данас сматра врстом са холарктичким распрострањењем.
Преферира низијска станишта, са умерено влажним условима и обиљем листопадне вегетације.

## Биљка хранитељка
Иако традиционално име указује на бели (лат. Morus alba) и црни дуд (лат. Morus nigra), гусеница дудовца се полифагно храни на великом броју врста, попут ораха (лат. Juglans regia), зове (лат. Sambucus nigra), врбе (лат. Salix spp.), тополе (лат. Populus spp.), различитим гајеним врстама воћа, трњином (лат. Prunus spinosa) и слично. 

## Опис
Дудовац има једну или више генерација годишње, у зависности од географског подручја, и у лету су од априла до септембра. Из јаја прекривених заштитним сетама еклодирају гусенице које пролазе кроз седам ларвеним ступњева у већем делу свог ареала. Значајно мењају морфологију током развића,али су субдорзалне папиле које носе дугачке снопиће сета са правцом раста у страну карактеристичне. Живе у комуналним мрежама, свиленим нитима заштићеним заједницама у којима су храњење и одбрана олакшани. Презимљавају у стадијуму лутке. Адулти су белих крила, распона до 45 милиметара, са евентуалним црним маркацијама.

## Економски значај
Адаптивне особине које има ова врста довеле су до локалних пренамножавања и оштећивања дрвенасте вегетације, нарочито у урбаним стаништима. Паркови, баште и јавне површине спадају у проблематичне, нарочито јер је могућност контроле лимитирана због негативних последица које може имати по околину.